# Kehä II
« Ring II » redirige ici. Ne pas confondre avec Ring II (jeu vidéo).
| KEHÄ RING | II |

Le Kehä II (en suédois : Ring II) ou Seututie 102 est une autoroute périphérique de la capitale finlandaise Helsinki.

## Description

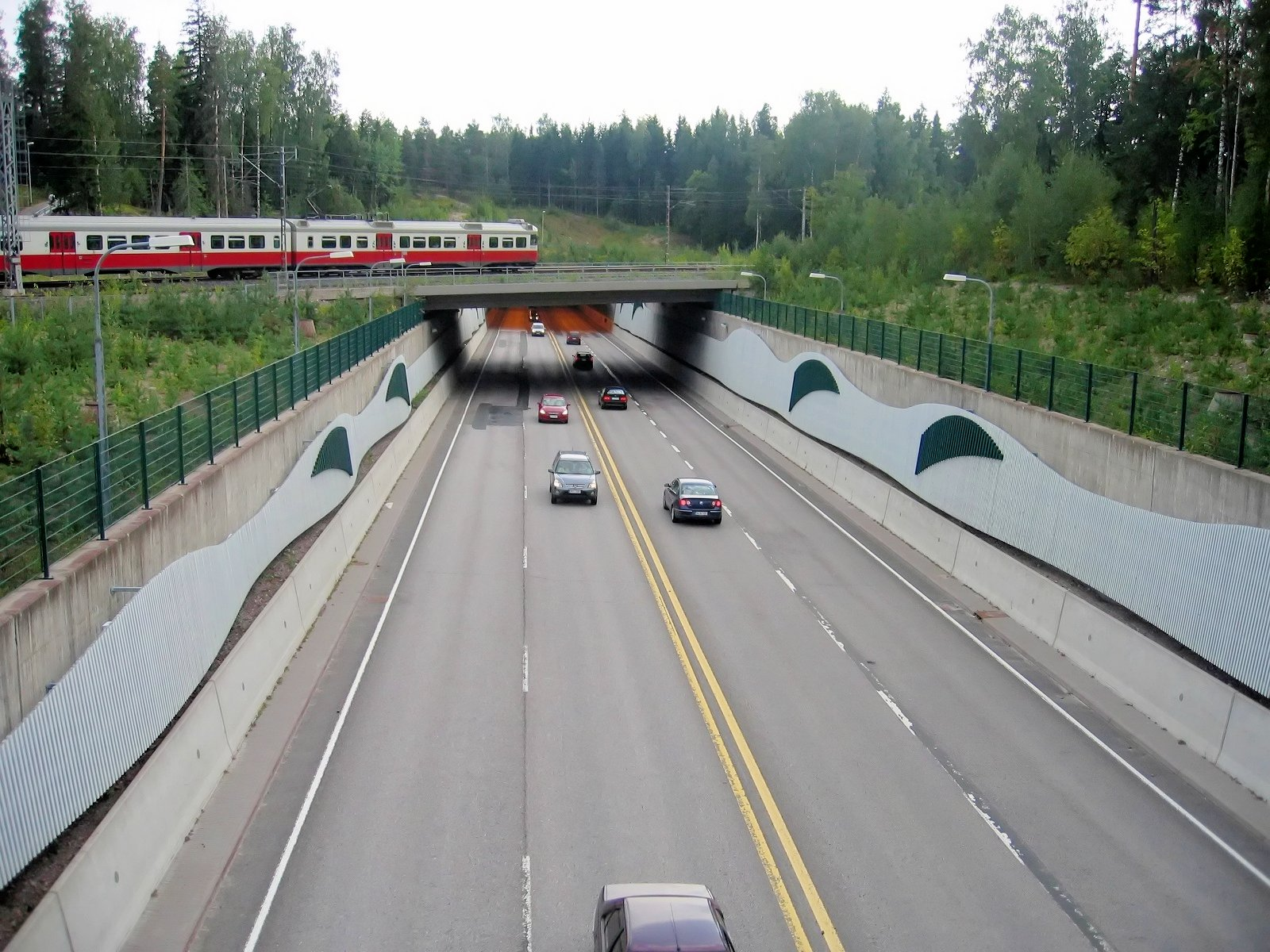
Entrée du tunnel d'Hiidenkallio

Intercalée entre les deux autres périphériques d'Helsinki, le Kehä I et le Kehä III, la ceinture n'est contrairement aux deux autres pas complète et est pour l'instant réduite à une section de 6,8 km de long située en totalité à Espoo. Elle relie la Länsiväylä (près de Matinkylä) à la nationale 1 et se prolonge un peu plus loin vers le nord. La route compte au maximum deux files dans chaque direction (seulement 2*1 voie dans sa partie nord, la moins fréquentée), et la limitation de vitesse n'y est jamais supérieure à 80 km/h.
À l'étude dès les années 1960, la première section n'a été inaugurée qu'à l'automne 2000. En 2009, 59 000 véhicules empruntent quotidiennement la section entre la Länsiväylä et la nationale 1, et 16 000 la section qui se prolonge au nord de la nationale 1. L'extension jusqu'à la nationale 3 et le passage à 2*2 voies sur tout le tracé sont en projet. 